# Aerotécnica AC-14

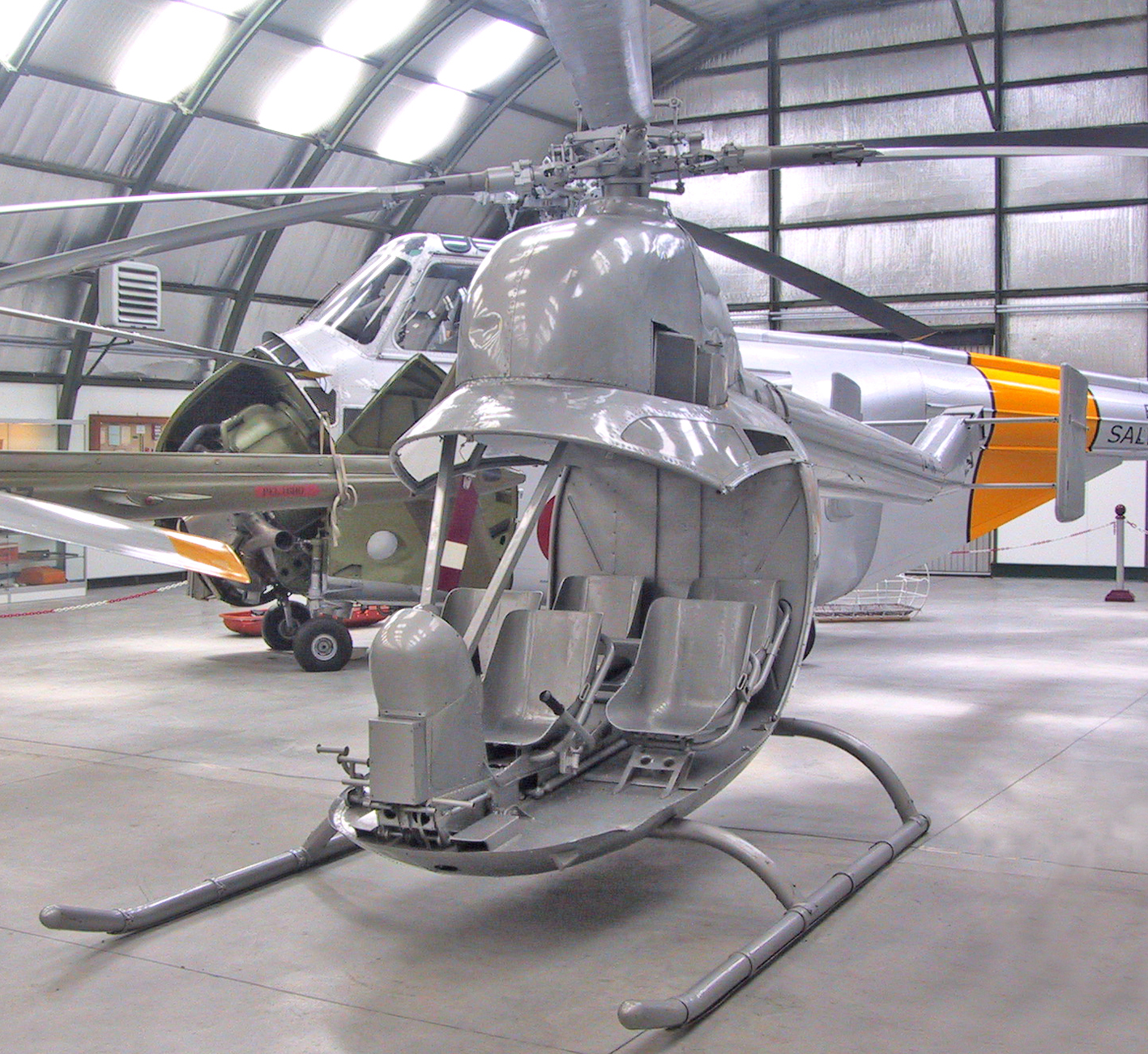
Aerotécnica AC-14

Aerotécnica AC-14 — испанский лёгкий вертолёт, разработанный предприятием Aerotecnica. Конструктор — Jean Cantinieau. Первый полёт- 16 июля 1957 г. Построено 10 вертолётов.

## Разработка. Конструкция вертолёта

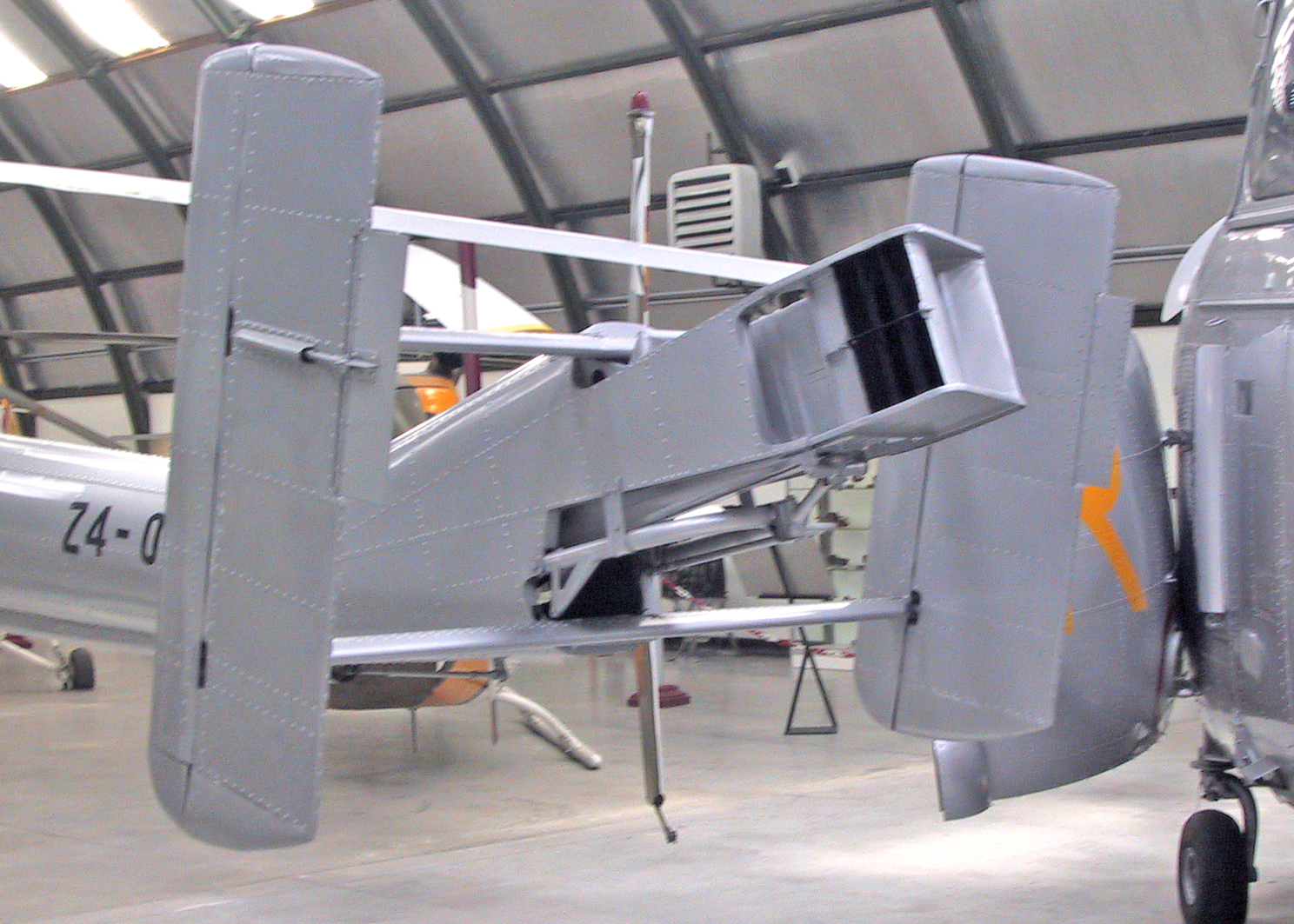
Сопловая система компенсации реактивного момента и управления по рысканью

Вертолёт AC-14 разрабатывался предприятием Aerotecnica в инициативном порядке. Отличительными характеристиками этой пятиместной машины было расположение силовой установки в верхней- передней части кабины и использование реактивной системы компенсации момента от несущего винта. Вместо традиционного использования рулевого винта была применена система отвода горячих выхлопных газов от газотурбинного двигателя через хвостовую балку к расположенной на её конце сопловой системе. На больших скоростях реактивный момент компенсировался отклоняемыми рулями направления на килевых шайбах хвостовой балки. Значительно позже (в 1990-х) развитием такой схемы стала система NOTAR.

## Эксплуатация
После полёта первого прототипа ВВС Испании заказали 10 экземпляров машины для оценочных испытаний. Вертолёты эксплуатировались недолгое время под обозначением EC-XZ-4. В связи с тем, что стоимость вертолёта оказалась достаточно высокой, серийное производство не было развёрнуто, а военный заказчик сделал выбор в пользу более дешёвого вертолета Bell 47.

## Лётно-технические характеристики
Экипаж: 1
Пассажировместимость: 4
Длина: 8.13
Высота: 3.10
Вес пустого: 650 кг
Максимальный взлетный вес: 1,350 kg
Силовая установка: 1 × турбовальный Turboméca Artouste IIB, мощность 400 л. с.
Диаметр несущего ротора: 9.65 м
Максимальная скорость: 180 км/ч
Крейсерская скорость: 150 км/ч
Дальность:300 км
Практический потолок: 6800 м
Скороподъемность: 6.99 м/с